# Diplonevra armipes
Diplonevra armipes är en tvåvingeart som beskrevs av Charles Thomas Brues 1919. Diplonevra armipes ingår i släktet Diplonevra och familjen puckelflugor. Inga underarter finns listade i Catalogue of Life.